# TT210
La tombe thébaine TT 210 est située à Deir el-Médineh, dans la nécropole thébaine, sur la rive ouest du Nil, face à Louxor en Égypte.
C'est la sépulture de Rêoueben (Rȝ'-wbn.w), serviteur dans la Place de Vérité, datant de la dernière moitié du règne de Ramsès II (XIXe dynastie).